# Cryptosis
Cryptosis is een Nederlandse progressive thrashmetalband. De band is een voortzetting van old school thrashmetalband Distillator.

## Geschiedenis
Distillator werd opgericht in 2013 door zanger-gitarist Laurens Houvast (Face the Fact) en bassist Frank te Riet (Face the Fact, Grasp of Sense) en werd gecompleteerd met Marco Prij op Drums. In 2015 brachten ze hun debuutalbum Revolutionary Cells uit. De band heeft vele optredens verzorgd en getourd met onder andere Anthrax. Op 1 september 2020 kondigde de band op sociale media aan te stoppen als Distillator en verder te gaan als Cryptosis.
Cryptosis debuteerde in maart 2021 met het conceptalbum Bionic Swarm, kort nadat ze op een splitalbum met Vektor waren verschenen.

## Discografie

### Cryptosis
- Transmissions Of Chaos, 2021 (split album met Vektor)
- Bionic Swarm, 2021
- Celestial Death, 2025

### Distillator
- EP 2013, 2013 (ep)
- Revolutionary Cells, 2015
- Summoning the Malicious, 2017
- Split album, 2018 (split album met Space Chaser)